# Mitterwöhr (Landshut)
Das Mitterwöhr ist eine langgestreckte Isarinsel in Landshut zwischen der rechtsseitigen Isar und der linksseitigen Kleinen Isar sowie zwischen Flusskilometer 74,3 und 71,2, in welchem Bereich sie von 390 auf 384 Meter Meereshöhe abfällt. Der oberste Teil liegt noch im Bereich der Landshuter Altstadt. Von dort erstreckt sich die Insel flussabwärts in den Stadtteil Peter und Paul. Die Grenze zwischen beiden Stadtbezirken bildet die Podewilsstraße.
Am nordöstlichen Ende Isarspitz, wo kleine und große Isar wieder zusammenfließen, liegt der Sport- und Erholungspark Mitterwöhr mit Campingplatz und Bootshaus des Rudervereins.
Oberhalb der Isarinsel Mitterwöhr befinden sich zwei weitere Isarinseln, die Mühleninsel und die Hammerinsel. Die drei Inseln erscheinen auf der Karte als eine langgestreckte Insel zwischen den beiden Isararmen, sind aber durch schmale Wasserläufe gegliedert. Die Grenze zwischen Mitterwöhr und Mühleninsel verläuft entlang des Wasserlaufs unmittelbar unterhalb des Johann-Weiß-Wegs, der von der Großen Isar auf der Höhe des Maxwehrs nach links abzweigt. An diesem Mühlbach stand die Beckmühle, die 1972 abbrannte. Das Gelände wird heute durch einen Parkplatz genutzt.